# Myllenyxis rugella
Myllenyxis rugella är en stekelart som beskrevs av Baltazar 1961. Myllenyxis rugella ingår i släktet Myllenyxis och familjen brokparasitsteklar. Inga underarter finns listade i Catalogue of Life.